# Tian Hongxin
Tian Hongxin (né le 11 mars 1961) est un athlète chinois, spécialiste du triple saut.

## Biographie
Il remporte la médaille d'or du triple saut lors des championnats d'Asie 1985, à Djakarta, avec la marque de 16,38 m.

### Palmarès
| Date | Compétition         | Lieu     | Résultat | Épreuve     | Performance |
| ---- | ------------------- | -------- | -------- | ----------- | ----------- |
| 1985 | Championnats d'Asie | Djakarta | 1er      | Triple saut | 16,38 m     |

### Records
| Épreuve     | Performance | Lieu     | Date        |
| ----------- | ----------- | -------- | ----------- |
| Triple saut | 16,92 m     | Shanghai | 6 juin 1985 |